# Cyriel Everaet
Cyrille (Cyriel) François Joseph Marie Everaet (Gooik, 25 mei 1899 – Opwijk, 14 maart 1998) was een Belgisch katholiek politicus. Hij was burgemeester van Gooik zowel voor, tijdens, als na de Tweede Wereldoorlog.

## Familie
De vader van Cyriel, Victor Everaet (1872-1957), was een neef van Gustave Borginon. Cyriels broers Alfons en Joseph waren actief als brouwers, zijn broer Eduard was priester en zijn broer Theophile, arts. Hij trouwde in 1933 met Marie-Joséphine Uyttenhove. De latere Opwijkse burgemeester Vic Everaet is hun zoon.

## Politieke loopbaan
Everaet zet zijn eerste politieke stappen in 1931, wanneer hij zich kandidaat stelt bij de gemeenteraadsverkiezingen voor de Katholieke Partij. In 1932 wordt hij aangesteld als schepen van Openbare Werken in Gooik.
De gemeenteraadsverkiezingen daarop was er na de verkiezingsuitslag geen duidelijke burgemeesterskandidaat. Na maandenlange onderhandelingen achter de schermen tussen Everaet, baron van Oldeneel tot Oldenzeel, volksvertegenwoordiger Herman Vergels en senator Albert Bauweraerts, werd Cyriel in juni 1939 benoemd als burgemeester van Gooik. Gedurende de oorlogsjaren pleegde Everaet voornamelijk administratief verzet tegen de bezetter. Dit door het vervalsen van steekkaarten, schattingen van oogsten, landbouwfiches, drachtbewijzen van merries, gemeentelijke zegels... Toen hij weigerde bevel te geven aan zijn veldwachter om mannen aan te wijzen die naar Duitsland zouden moeten gaan werken, werd hij door de bezetter gearresteerd en moest hij voor generaal Eggert Reeder verschijnen. Na de Tweede Wereldoorlog werd Everaet tweemaal als burgemeester herkozen. Daarna bleef hij nog 11 jaar in de gemeenteraad zetelen.
Op provinciaal niveau was hij van 1945 tot 1962 provincieraadslid voor de Provincie Brabant. Na de oorlog werd Cyriel beheerder van de Provinciale Brabantse Electriciteitsmaatschappij (PBE) die later opging in Electrabel. Daarnaast zetelde hij in de nationale hoofdraad van de Belgische Boerenbond.
Everaet werd door zijn verdiensten onder andere ridder in de Leopoldsorde (1961), drager van het Gouden Sint-Romboutskruis (1985) en ereburgemeester van Gooik (1990). Verder kreeg hij een tiental andere burgerlijke onderscheidingen.